# Ancathia
- Commons
- Wikispecies

Ancathia DC. é um género botânico pertencente à família Asteraceae.

## Espécies
Apresenta uma única espécie:
- Ancathia igniaria DC.